# Chascanum hildebrandtii
Chascanum hildebrandtii là một loài thực vật có hoa trong họ Cỏ roi ngựa. Loài này được (Vatke) J.B.Gillett mô tả khoa học đầu tiên năm 1955.